# Chang Ming-huang
Chang Ming-huang (chinesisch 張銘煌, Pinyin Zhāng Mínghuáng; * 7. August 1982 in Taichung) ist ein taiwanischer Kugelstoßer und Diskuswerfer.

## Sportliche Laufbahn
Erste internationale Erfahrungen sammelte Chang Ming-huang bei den Jugendweltmeisterschaften 1999 in Bydgoszcz, bei denen er mit 64,14 m im Diskuswurf siegte. Anschließend belegte er bei den Juniorenasienmeisterschaften in Singapur Platz fünf mit dem Diskus sowie Platz elf im Kugelstoßen. 2000 nahm er im Diskuswurf an den Juniorenweltmeisterschaften in Santiago de Chile teil und schied dort mit 48,07 m in der Qualifikation aus. Im Jahr darauf gewann er bei den Ostasienspielen in Osaka mit 55,88 m die Silbermedaille und bei den Juniorenasienmeisterschaften in Bandar Seri Begawan mit 17,20 m die Bronzemedaille im Kugelstoßen. Zudem wurde er mit dem Diskus Vierter. Bei der Sommer-Universiade in Peking schied er in beiden Disziplinen in der Qualifikationsrunde aus. 2002 wurde er bei den Asienmeisterschaften in Colombo mit 15,70 m Elfter im Kugelstoßen und belegte mit dem Diskus mit 52,94 m Rang sechs, wie auch bei den Hallenasienmeisterschaften in Teheran 2004 im Kugelstoßen.
Es folgte ein neunter Platz im Diskuswurf bei den Asienmeisterschaften im südkoreanischen Incheon sowie die Plätze fünf und sechs bei den Ostasienspielen in Macau. 2006 nahm er erstmals an den Asienspielen in Doha teil und gewann mit 19,45 m die Bronzemedaille im Kugelstoßen hinter dem Saudi-Araber Sultan al-Habashi und Khalid Habash al-Suwaidi aus Katar. 2007 gewann er bei den Asienmeisterschaften in Amman mit 19,66 m die Silbermedaille hinter dem Inder Navpreet Singh. Anschließend gewann er bei den Studentenweltspielen in Bangkok mit 19,36 m die Bronzemedaille. Damit qualifizierte er sich für die Weltmeisterschaften in Osaka, bei denen er mit 18,53 m in der Qualifikation ausschied. Zum Ende der Saison wurde er bei den Hallenasienspielen in Macau mit 17,93 m Vierter.
2008 nahm er an den Hallenweltmeisterschaften in Valencia und den Olympischen Spielen in Peking teil, erreichte aber beide Male nicht das Finale. 2009 belegte er bei der Sommer-Universiade in Belgrad mit 18,42 m Rang acht und gewann sowohl bei den Asienmeisterschaften in Guangzhou und den Hallenasienspielen in Hanoi die Silbermedaille. Daraufhin gewann er bei den Ostasienspielen in Hongkong Silber und Bronze. 2010 nahm er erneut an den Asienspielen in Guangzhou teil und gewann mit 19,48 m erneut Bronze. 2011 wurde er bei den Asienmeisterschaften in Kōbe mit neuem Meisterschaftsrekord von 20,14 m Asienmeister und qualifizierte sich damit für die Weltmeisterschaften in Daegu, bei denen er mit 19,60 m in der Qualifikation ausschied, wie auch bei den Hallenweltmeisterschaften in Istanbul im Jahr darauf. Er qualifizierte sich zudem erneut für die Olympischen Spiele in London und belegte mit 19,99 m im Finale Platz zwölf.
2013 gewann er bereits zum dritten Mal die Silbermedaille bei den Asienmeisterschaften in Pune mit 19,61 m und gewann auch bei den Ostasienspielen in Tianjin mit 19,19 m Bronze. 2014 gewann er die ebenfalls Silber bei den Asienspielen in Incheon mit 19,97 m hinter Alhabashi. 2015 folgte der Gewinn einen weiteren Silbermedaille mit 19,56 m bei den Asienmeisterschaften in Wuhan hinter dem Inder Inderjeet Singh. 2018 nahm er zum vierten Mal an den Asienspielen in Jakarta teil und belegte mit 18,98 m den fünften Platz.
2000, 2002 und 2005 sowie 2012 und 2014 wurde Chang Taiwanischer Meister im Diskuswurf sowie 2005, 2012 und 2014 im Kugelstoßen.

## Persönliche Bestleistungen
- Kugelstoßen: 20,58 m, 19. August 2011 in Athens (Taiwanischer Rekord)
  - Kugelstoßen (Halle): 19,55 m, 2. November 2009 in Hanoi (Taiwanischer Rekord)
- Diskuswurf: 56,93 m, 21. Oktober 2003 in Panchiao